# Millersport, Ohio
Millersport là một làng thuộc quận Fairfield, tiểu bang Ohio, Hoa Kỳ. Năm 2010, dân số của làng này là 1044 người.

## Dân số
- Dân số năm 2000: 963 người.
- Dân số năm 2010: 1044 người.